# Фосфораста киселина
Фосфораста (фосфитна) киселина, , је безбојна кристална супстанца која се добро раствара у води. Припада групи дипротонских киселина (иако садржи 3 водоникова атома), и као таква гради два различита типа соли: фосфите и хидрогенфосфите.
При загревању се из 4 мола ове киселине добијају фосфин и фосфорна киселина. Фосфораста киселина има изараженије редукционе особине.
Фосфити натријума,  и  могу да се користе као антисептици. У реакцији са слабим база показује киселу реакцију.